# Дуже дрібний буржуа (фільм, 1977)
«Дуже дрібний буржуа» (італ. Un borghese piccolo piccolo, англ. An Average Little Man) — італійська трагікомедія 1977 року режисера Маріо Монічеллі, знята за сценарієм Серджо Амідеї та Маріо Монічеллі на основі однойменного роману Вінченцо Черамі. Фільм був внесений до списку 100 італійських фільмів, які потрібно зберегти (100 film italiani da salvare), від післявоєнних до вісімдесятих років. Перша половина фільму є прекрасним прикладом італійської комедії, однак друга частина є психологічною драмою і трагедією. Фільм був представлений на 30-му Каннському кінофестивалі 1977 року.

## Сюжет
Джованні Вівальді (Альберто Сорді) — дрібний службовець, він здатний на все, щоб влаштувати сина Маріо (Вінченцо Крочітті) на державну службу. Його дружина Амалія (Шеллі Вінтерс) також обожнює свого сина. Та їх спокійний світ руйнується, коли випадкова куля грабіжників банку вбиває на вулиці Маріо. І тоді Вівальді хоче помститися.

## Ролі виконують
- Альберто Сорді — Джованні Вівальді
- Шеллі Вінтерс — Амалія Вівальді, його дружина
- Вінченцо Крочітті[it] — Маріо Вівальді, їх син
- Ромоло Валлі[it] — д-р Спаціоні
- Енріко Берускі[it] — офіціант Тоті
- Едоардо Флоріо — Пенна

## Нагороди
- 1977 Премія Давида ді Донателло [1]:
  - за найкращий фільм, разом з фільмом «Пустеля Тартарі» (Il deserto dei Tartari, 1976)
  - за найкращу режисерську роботу — Маріо Монічеллі, разом з режисером Валеріо Дзурліні, фільм «Пустеля Тартарі» (1976)
  - за найкращу чоловічу роль — Альберто Сорді
  - спеціальна премія за гру[it] — Вінченцо Крочітті[it]
  - спеціальна премія за гру — Шеллі Вінтерс
- 1977 Премія «Золотий кубок» (Golden Goblet, Італія):
  - Премія «Золотий кубок» найкращому акторові[it] — Альберто Сорді
- 1977 Премія «Срібна стрічка» Італійського національного синдикату кіножурналістів:
  - найкращому акторові — Альберто Сорді
  - найкращому акторові другого плану[it] — Ромоло Валлі
  - найкращому початкуючому акторові — Вінченцо Крочітті
  - за найкращий сценарій[it] — Серджо Амідеї, Маріо Монічеллі